# Snook
Snook is een plaats (city) in de Amerikaanse staat Texas, en valt bestuurlijk gezien onder Burleson County.

## Demografie
Bij de volkstelling in 2000 werd het aantal inwoners vastgesteld op 568.
In 2006 is het aantal inwoners door het United States Census Bureau geschat op 581, een stijging van 13 (2,3%).

## Geografie
Volgens het United States Census Bureau beslaat de plaats een oppervlakte van
5,2 km², geheel bestaande uit land. Snook ligt op ongeveer 63 m boven zeeniveau.

## Plaatsen in de nabije omgeving
De onderstaande figuur toont nabijgelegen plaatsen in een straal van 28 km rond Snook.